# Ханьск (гмина)
Ханьск (пол. Hańsk) — сельская гмина (волость) в Польше, входит как административная единица в Влодавский повет, Люблинское воеводство. Население — 3932 человека (на 2004 год).

## Сельские округа
1. Буковски-Ляс
2. Дубечно
3. Ханьск-Первши
4. Ханьск-Колёня
5. Ханьск-Други
6. Константынувка
7. Кульчин
8. Кульчин-Колёня
9. Мацошин-Малы
10. Осова
11. Рудка-Ловецка
12. Стары-Майдан
13. Щесники
14. Войцехув
15. Уяздув
16. Жджарка

## Соседние гмины
1. Гмина Савин
2. Гмина Стары-Брус
3. Гмина Уршулин
4. Гмина Вежбица
5. Гмина Влодава
6. Гмина Воля-Ухруска
7. Гмина Вырыки